# IC 739
IC 739 је спирална галаксија у сазвјежђу Лав која се налази на листи објеката дубоког неба у Индекс каталогу.
Деклинација објекта је + 23° 51' 46" а ректасцензија 11h 51m 31,3s. Привидна величина (магнитуда) објекта IC 739 износи 14,1 а фотографска магнитуда 14,9. IC 739 је још познат и под ознакама UGC 6830, MCG 4-28-72, CGCG 127-77, PGC 37097.